# I briganti
I briganti (Los bandidos) es una ópera en tres actos del compositor italiano Saverio Mercadante, con libreto en italiano de Jacopo Crescini, basado en el drama Die Räuber (Los bandidos) de Friedrich Schiller. Fue estrenada en el Théâtre Italien de París el 22 de marzo de 1836. Una segunda versión fue estrenada en el Teatro de La Scala de Milán el 6 de noviembre de 1837..

## Historia
Tras sus éxitos en Italia en los primeros años 30, Mercadante recibe la invitación de Rossini para estrenar una ópera en el teatro italiano de París. El compositor se traslada a la capital francesa y, tras esperar en vano un libreto de Felice Romani, decide contar el con el joven Jacopo Crescini y adaptar el drama Los bandidos de Schiller, aunque el libreto suaviza los pasajes más crueles del original. Con esta obra, Mercadante se enfrenta al estilo belliniano (cuyo I puritani se había estrenado el año anterior en el mismo teatro) tratando de crear una ópera que una el vistuosismo belcantista con un mayor desarrollo dramático.
La ópera fue compuesta en poco tiempo, no permitiendo al compositor pulirla completamente, y se estrenó con poco éxito, terminando así con la carrera francesa del compositor, que regresó de inmediato a Italia. La estancia en París, en todo caso, fue fundamental para que Mercadante entrara en contacto con las nuevas dramaturgias románticas de la capital francesa, con las obras teatrales de Victor Hugo y las óperas de Meyerbeer y Halévy, que le impulsarán a llevar a cabo una revolución en la ópera italiana. 
La ópera se representó inmediatamente después en Londres, con el mismo reparto que en el estreno, llegando en 1838 a Italia, donde Mercadante presenta una revisión en Milán. Se representa en Venecia ese mismo año, en Turín en 1838 y en Nápoles en 1839.  La ópera llega además a Lisboa en 1838, a Madrid en 1839, a Malta en 1840 y a Corfú en 1844, antes de desaparecer de los teatros a mediados de siglo. 
La ópera se recuperó en época moderna en julio de 2012, durante el festival Rossini de Bad Wildbad.

## Personajes
| Personaje                                             | Voz          | Elenco del estreno Director de orquesta: Eugenio Cavallini | Elenco del estreno de la revisión milanesa de 1837 Director de orquesta: Eugenio Cavallini |
| ----------------------------------------------------- | ------------ | ---------------------------------------------------------- | ------------------------------------------------------------------------------------------ |
| Massimiliano (conde de Moor)                          | bajo         | Luigi Lablache                                             | Ignazio Marini                                                                             |
| Ermano (su hijo)                                      | tenor        | Giovanni Battista Rubini                                   | Giovanni Paganini                                                                          |
| Corrado (su hermano)                                  | barítono     | Antonio Tamburini                                          | Giovanni Orazio Cartagenova                                                                |
| Amelia de Edelreich (sobrina de Massimiliano)         | soprano      | Giulia Grisi                                               | Desiderata Derancourt                                                                      |
| Teresa (confidente de Amelia)                         | mezzosoprano | Ivanoff                                                    | Angela Pochini                                                                             |
| Bertrando (solitario)                                 | bajo         | Vincenzo Santini                                           | Giovanni Quattrini                                                                         |
| Rollero (amigo de Ermano)                             | tenor        |                                                            | Napoleone Marconi                                                                          |
| Partisanos, soldados, doncellas, sirvientes, bandidos |              |                                                            |                                                                                            |

## Argumento
La acción tiene lugar en Bohemia, en el castillo de Moor, en torno al año 1600 (en la revisión milanesa, en Noruega, en la misma fecha).  
Acto I
Exterior del castillo, con pasillos y galerías
Se celebra una fiesta. Corrado teme que alguien descubra todos los delitos que ha cometido por el amor que siente hacia Amelia, pero sabe que ella le desprecia (aria: Amelia angiol divino). Por otra parte aparece Amelia rodeada de sus doncellas. Ella quiere rehuir a Corrado porque sigue enamorada de Ermano, a quien dan por muerto, pero ella siente en su interior que aún vive (aria: Quando guerrier mio splendido). Cuando ve a Corrado, trata de rehuirlo, y él se lo reprocha, confesándole que hará cualquier cosa por su amor. Ella lo rechaza y le confiesa seguir amando a Ermano, pero entonces Corrado le muestra un pañuelo de Ermano manchado de sangre para convencerla de que ha muerto (dúo: Quest'è la volta estrema). 
Recinto del castillo con bosques y lago
Llega Ermano, acompañado por Rollero; se muestra avergonzado por ser un bandido, algo a lo que le empujó la ira de su padre y la maldad de su hermano, a quien considera su enemigo. Pero regresa porque tiene que recuperar a su amada Amelia, ya que su vida no tiene sentido lejos de ella (aria: Questi due verdi salici). Se escucha entonces cantar a Amelia en el quiosco cercano; Ermano no puede contenerse y se acerca, pese al riesgo que corre, y le escucha decir que Massimiliano ha muerto, por lo que él lamenta no poder ahora recibir su perdón. Cuando ambos se reconocen se confiesan haber permanecido fieles el uno al otro, pero Ermano es incapaz de confesar lo que ha hecho, pese a suplicar el perdón de Amelia. Rollero no llega a tiempo para avisar de la llegada de Corrado, quien les sorprende a ambos. Furioso, creyendo que Amelia tiene un amante, pide a sus soldados que lo detengan, pero entonces Ermano revela su identidad. Le dice a su hermano que no viene a reclamar el castillo y el título que le ha usurpado, sólo quiere a Amelia; pero Corrado, furioso, se niega a entregársela y ambos acuerdan batirse en duelo por ella. 
Acto II
Bosque junto a una torre en ruinas
Se acerca la tormenta. Ermano regresa junto al grupo de bandidos que lidera y brinda con ellos. Una vez solo, Ermano lamenta su suerte y, al ver al solitario salir de la torre y encender una vela a la estatua de la virgen, dice una plegaria suplicando su perdón. El solitario entonces da de beber a un desconocido escondido en la torre, que teme que alguien pueda descubrirlo. Ermano entonces entra en la torre y descubre que el desconocido es su propio padre, quien piensa que viene a matarlo. Cuando Ermano le dice que ha venido a liberarlo, descubre que ha sido Corrado quien lo ha dejado en tan lamentable estado. Massimiliano no lo reconoce, y le cuenta que tuvo un hijo al que maldijo; Ermano le dice que lo conoce y que sigue amándolo y buscando su perdón. Massimiliano finalmente reconoce a su hijo y lo perdona, mientras Ermano le promete devolverle su trono (dúo: Deh risparmia ch'io racconti). Ermano llama entonces a los bandidos, y su padre se escandaliza al ver que él los lidera. Ermano le convence de sus nobles intenciones y todos se preparan para vengar a Massimiliano. 
Acto III
Magnífica sala del castillo
Todos en el castillo temen que la noche pueda traer desgracias. Corrado entra medio delirante, creyendo oír en su interior el remordimiento por haber traicionado a su padre. Confíesa que lo hizo porque, de lo contrario, Massimiliano hubiera permitido que Ermano se casara con su amada Amelia. Por un momento, presa de los celos, se plantea asesinar de inmediato a Amelia, pero finalmente cambia de opinión (aria: Ah! no: vivi e spargi un fiore). Llegan los soldados para informarle de que las tropas de Ermano rodean el castillo, y todos parten para luchar contra él. Sale entonces Amelia, aterrorizada, temiendo por la vida de su amado Ermano (aria: Ciel del mio prode Ermano). Las doncellas llegan corriendo para informarle de que Massimiliano está vivo y que ha sido rescatado por Ermanno, ya que Corrado no lo mató, sólo lo encarceló. Amelia y Massimiliano se reencuentran, temiendo el resultado de la batalla; aparece entonces Ermano, con la espada manchada de sangre, apesadumbrado por haber matado a su hermano. Massimiliano se lo recrimina, pero él dice ser inocente, porque tras derrotarlo y perdonarle la vida dos veces, él mismo se arrojó sobre su espada. Cuando consigue convencerlo, aparecen los bandidos, reclamando que cumpla su juramento de seguir con ellos si vengaban a su padre. Ermano sabe que tiene que cumplir su promesa y abandonar a su padre y a su amada. Le pide a su padre que interceda por él en el cielo y se marcha, mientras Amelia cae sin vida por el dolor. 

## Estructura
Acto I
- 1 Introducción
- 2 Escena y Aria Amelia angiol divino (Corrado)
- 3 Coro femenino Come un etereo spirto
- 4 Aria Quando guerrier mio splendido (Amelia)
- 5 Escena y Dueto Quest'è la volta estrema (Amelia, Corrado)
- 6 Escena y Aria Questi due verdi salici (Ermano)
- 7 Finale Primo Qual soave armonia

Acto II
- 8 Introducción
- 9 Orgia (Ermano, Coro)
- 10 Escena y Plegaria Fra nembi crudeli (Ermano)
- 11 Escena y Dueto Deh risparmia ch'io racconti (Ermano, Massimiliano)
- 12 Finale Secondo All'armi, all'armi

Acto III
- 13 Coro Notte il silenzio doppia
- 14 Aria Ah! no: vivi e spargi un fiore (Corrado)
- 15 Aria Ciel del mio prode Ermano (Amelia)
- 16 Terceto Final (Massimiliano, Amelia, Ermano)

## Discografía
| Año  | Reparto (Massimiliano, Ermanno, Corrado, Amelia)            | Director de Orquesta | Sello discográfico |
| ---- | ----------------------------------------------------------- | -------------------- | ------------------ |
| 2012 | Bruno Praticó, Maxim Mironov, Vittorio Prato, Petya Ivanova | Antonino Fogliani    | Naxos              |